# Synchita mediolanensis
Synchita mediolanensis là một loài bọ cánh cứng trong họ Zopheridae. Loài này được Villa & Villa miêu tả khoa học năm 1833.